# Nothobranchius kafuensis
Nothobranchius kafuensis là một loài cá thuộc họ Aplocheilidae. Nó là loài đặc hữu của Namibia.